# Paepalanthus pungens
Paepalanthus pungens är en gräsväxtart som beskrevs av August Heinrich Rudolf Grisebach. Paepalanthus pungens ingår i släktet Paepalanthus och familjen Eriocaulaceae. Inga underarter finns listade i Catalogue of Life.